# Drassyllus callus
Drassyllus callus Platnick & Shadab, 1982 è un ragno appartenente alla famiglia Gnaphosidae.

## Etimologia
Il nome proprio deriva da un'arbitraria combinazione di lettere, come indicato dallo stesso descrittore nella pubblicazione

## Caratteristiche
Fa parte del mumai-group di questo genere; se ne distingue a causa dei condotti mediani dell'epigino fortemente espansi
L'olotipo femminile rinvenuto ha lunghezza totale è di 5,49mm; la lunghezza del cefalotorace è di 2,44mm; e la larghezza è di 1,92mm

## Distribuzione
La specie è stata reperita in Messico: nei pressi della cittadina di Agua Caliente, nello stato della Sonora

## Tassonomia
Al 2015 non sono note sottospecie e dal 1982 non sono stati esaminati nuovi esemplari